# Maxime Lopez
Pour les articles homonymes, voir Lopez.
Maxime Lopez, né le 4 décembre 1997 à Marseille, dans les Bouches-du-Rhône, est un footballeur français qui évolue au poste de milieu de terrain au Paris FC.
Il est le frère cadet de Julien Lopez.

## Biographie
Né le 4 décembre 1997 à Marseille, d'un père d'origine espagnole (par un arrière-grand-père de Maxime) et d'une mère algérienne originaire de Béjaïa, Maxime Lopez rejoint le centre de formation de l'Olympique de Marseille en 2010 à l'âge de 13 ans en provenance du Burel FC. Il y signe son premier contrat professionnel le 12 juillet 2014, pour une durée de trois saisons.
Il est appelé pour la première fois dans le groupe professionnel lors d'un match de Ligue Europa en novembre 2015 contre le SC Braga mais ne figure pas sur la feuille de match. Pour sa seconde saison comme professionnel, il ne prend part qu'à deux rencontres amicales.
Il joue son premier match officiel avec les professionnels le 21 août 2016, remplaçant Bouna Sarr lors d'une défaite deux buts à un contre l'EA Guingamp (2e journée), et offre à cette occasion une passe décisive pour Florian Thauvin. Le 30 octobre, il commence son premier match en tant que titulaire lors de la réception des Girondins de Bordeaux (0-0). Il s'impose alors dans le onze de Rudi Garcia, offrant une nouvelle passe décisive face à l'AS Nancy-Lorraine (16e journée, victoire 3-0) avant d'inscrire son premier but en professionnel le 10 décembre 2016 à Dijon (17e journée, victoire 1-2). Il devient ainsi, à 19 ans et 6 jours, le troisième plus jeune buteur marseillais en Ligue 1 du XXIe siècle derrière Jordan Ayew et Samir Nasri. En février 2017, il prolonge son contrat jusqu'en 2021 et marque son premier doublé le 30 avril lors d'un déplacement au SM Caen. Il conclut cette première saison pleine avec 30 apparitions en Ligue 1 à son actif, dont 26 titularisations, pour 6 passes décisives et 3 buts.
Révélation de l'OM lors de l'exercice 2016-2017, il débute titulaire la saison 2017-2018 aux côtés de Morgan Sanson et Luiz Gustavo au milieu de terrain pour l'ouverture de la saison face à Dijon (1re journée, victoire 3-0). Malgré deux victoires lors des deux premières journées, les phocéens connaissent deux déconvenues, à Monaco (4e journée, défaite 6-1) puis au Vélodrome face à Rennes (5e journée, défaite 1-3). De ces deux revers, il apparaît que le milieu olympien manque de consistance et de présence physique. Rudi Garcia opte alors un 4-2-3-1 où officie Zambo Anguissa au détriment du 4-3-3. Maxime Lopez voit ainsi son temps de jeu baisser drastiquement, ne prenant part qu'à 15 minutes de jeu entre la 6e et la 12e journée. Il fait partie de l'équipe qui arrive à faire revenir l'OM sur la scène européenne. Il revient en effet sur le devant de la scène à la mi-saison, enchaînant les bonnes performances, notamment en Ligue Europa. Il sera finaliste de la Ligue Europa en 2018 avec l'Olympique de Marseille.
Le 5 octobre 2020, il est prêté pour une saison avec option d'achat à l'US Sassuolo par l'Olympique de Marseille.
Le 14 avril 2021, Sassuolo lève l'option d'achat et Maxime Lopez y est transféré définitivement contre une indemnité estimée à 2 millions d'euros,.
Le 29 août 2024, le joueur signe un contrat de trois ans avec le club de Ligue 2 du Paris FC libre de tout contrat où il rejoint son frère Julien Lopez.

## En sélection
Le 3 novembre 2016, il est appelé pour la première fois en équipe de France des moins de 20 ans sous les ordres du sélectionneur Ludovic Batelli, pour deux matches amicaux contre les Pays-Bas. Il n'entre pas en jeu lors du premier match mais est titularisé lors du second et le dispute dans son intégralité, match nul un but partout.

## Statistiques
| Saison                | Club                   | Championnat           | Championnat | Championnat | Championnat | Coupe nationale | Coupe nationale | Coupe nationale | Coupe de la Ligue | Coupe de la Ligue | Coupe de la Ligue | Compétition(s) continentale(s) | Compétition(s) continentale(s) | Compétition(s) continentale(s) | Compétition(s) continentale(s) | Total | Total | Total |
| Saison                | Club                   | Division              | M.          | B.          | P.d.        | M.              | B.              | P.d.            | M.                | B.                | P.d.              | Comp.                          | M.                             | B.                             | P.d.                           | M.    | B.    | P.d.  |
| 2016-2017             | Olympique de Marseille | Ligue 1               | 30          | 3           | 6           | 3               | 0               | 2               | 2                 | 0                 | 0                 | -                              | -                              | -                              | -                              | 35    | 3     | 8     |
| 2017-2018             | Olympique de Marseille | Ligue 1               | 24          | 0           | 1           | 4               | 0               | 1               | -                 | -                 | -                 | C3                             | 17                             | 1                              | 4                              | 45    | 1     | 6     |
| 2018-2019             | Olympique de Marseille | Ligue 1               | 32          | 1           | 3           | 1               | 0               | 0               | 1                 | 0                 | 0                 | C3                             | 5                              | 0                              | 1                              | 39    | 1     | 4     |
| 2019-2020             | Olympique de Marseille | Ligue 1               | 23          | 0           | 3           | 4               | 0               | 0               | -                 | -                 | -                 | -                              | -                              | -                              | -                              | 27    | 0     | 3     |
| 2020-2021             | Olympique de Marseille | Ligue 1               | 4           | 0           | 0           | -               | -               | -               | -                 | -                 | -                 | C1                             | -                              | -                              | -                              | 4     | 0     | 0     |
| Sous-total            | Sous-total             | Sous-total            | 113         | 4           | 13          | 12              | 0               | 3               | 3                 | 0                 | 0                 | -                              | 22                             | 1                              | 5                              | 150   | 5     | 21    |
| 2020-2021             | US Sassuolo            | Serie A               | 29          | 2           | 0           | 1               | 0               | 0               | -                 | -                 | -                 | -                              | -                              | -                              | -                              | 30    | 2     | 0     |
| 2021-2022             | US Sassuolo            | Serie A               | 35          | 2           | 2           | 2               | 0               | 0               | -                 | -                 | -                 | -                              | -                              | -                              | -                              | 37    | 2     | 2     |
| 2022-2023             | US Sassuolo            | Serie A               | 30          | 0           | 0           | 1               | 0               | 0               | -                 | -                 | -                 | -                              | -                              | -                              | -                              | 31    | 0     | 0     |
| 2023-2024             | US Sassuolo            | Serie A               | 2           | 0           | 0           | 1               | 0               | 0               | -                 | -                 | -                 | -                              | -                              | -                              | -                              | 3     | 0     | 0     |
| Sous-total            | Sous-total             | Sous-total            | 96          | 4           | 2           | 5               | 0               | 0               | -                 | -                 | -                 | -                              | -                              | -                              | -                              | 101   | 4     | 2     |
| 2023-2024             | ACF Fiorentina (prêt)  | Serie A               | 19          | 0           | 0           | 2               | 0               | 0               | -                 | -                 | -                 | C4                             | 10                             | 1                              | 0                              | 31    | 1     | 0     |
| 2024-2025             | Paris FC               | Ligue 2               | 27          | 3           | 5           | 1               | 0               | 0               | -                 | -                 | -                 | -                              | -                              | -                              | -                              | 28    | 3     | 5     |
| 2025-2026             | Paris FC               | Ligue 1               | 1           | 0           | 0           | -               | -               | -               | -                 | -                 | -                 | -                              | -                              | -                              | -                              | 1     | 0     | 0     |
| Sous-total            | Sous-total             | Sous-total            | 28          | 3           | 5           | 1               | 0               | 0               | -                 | -                 | -                 | -                              | -                              | -                              | -                              | 29    | 3     | 5     |
| Total sur la carrière | Total sur la carrière  | Total sur la carrière | 256         | 11          | 20          | 20              | 0               | 3               | 3                 | 0                 | 0                 | -                              | 32                             | 2                              | 5                              | 311   | 13    | 28    |

## Palmarès

### En club
| Olympique de Marseille                                                             | ACF Fiorentina                               | Paris FC                           |
| ---------------------------------------------------------------------------------- | -------------------------------------------- | ---------------------------------- |
| - Championnat de France : - Vice-champion : 2020 - Ligue Europa - Finaliste : 2018 | - Ligue Europa Conférence - Finaliste : 2024 | - Ligue 2 : - Vice-champion : 2025 |

### Distinctions personnelles
- Élu meilleur joueur du mois de décembre 2016 de Ligue 1[15].

## Style de jeu
Maxime Lopez est un joueur de petit gabarit (167 cm / 58 kg)  mais qui possède des qualités techniques et une vision du jeu plutôt bonnes. D'après Serge Obré, responsable de l'école de foot du FC Burel, ancien club du jeune phocéen, Maxime Lopez a « un sens inné du déplacement » et sait « se servir des espaces malgré son petit gabarit ». Maxime Lopez est souvent comparé à Samir Nasri, lui aussi est d'origine algérienne et pur produit du centre de formation olympien. Il avait donné son avis sur Maxime : « C'est un bon joueur. Pour l'instant, dans le marasme olympien, il tire son épingle du jeu. Il aime bien toucher le ballon. C’est un milieu "à l’espagnole". Moi, j'étais plus dribbleur, plus dans la percussion. Lui, il est plus passeur. Nos styles de jeu sont différents, c'est juste parce qu’il sort du centre de formation que les gens disent, c’est le "nouveau Nasri". C’est un beau joueur. J'espère qu’il va continuer comme ça et qu'il va rester à l’OM le plus longtemps possible. ».

## Vie privée
Son frère Julien Lopez est également footballeur professionnel et évolue au Paris FC en Ligue 2.